# Крутец (Дубишенская волость)
Крутец — деревня в Дедовичском районе Псковской области России. Входит в состав Шелонской волости.
Расположена на северо-востоке района, в 10 км к северо-востоку от районного центра, посёлка Дедовичи, и в 9 км от волостного центра, деревни Дубишно.

## Население
| 2001 | 2002 | 2010 |
| ---- | ---- | ---- |
| 231  | ↘214 | ↘156 |

Численность населения деревни по оценке на начало 2001 года составляла 231 человек.

## История
До июня 2010 года деревня была административным центром Крутецкой волости Дедовичского района, упразднённой в пользу Дубишенской волости. С 2010 до 2015 гг. деревня входила в состав Дубишенской волости, упразднённой в пользу Шелонской волости.